# Verkehrsverbund Bremen/Niedersachsen

Logo des VBN

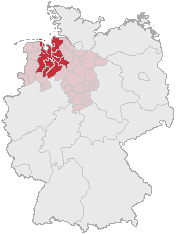
Metropolregion Nordwest

Die Verkehrsverbund Bremen/Niedersachsen GmbH (VBN) ist ein 1996 gegründeter Verkehrsverbund von Unternehmen des öffentlichen Personennahverkehrs (ÖPNV) im Großraum Bremen und Nordwest-Niedersachsen.
Das Verbundgebiet umfasst die Städte Bremen, Bremerhaven, Delmenhorst und Oldenburg, die angrenzenden Landkreise Ammerland, Diepholz, Oldenburg, Osterholz, Verden und Wesermarsch sowie vierzehn Gemeinden der Landkreise Cuxhaven, Nienburg und Rotenburg. Damit entspricht er in weiten Teilen der Metropolregion Nordwest, mit der er jedoch nicht völlig deckungsgleich ist. So gehören zum Beispiel Bereiche des Landkreises Rotenburg (Wümme), der in seiner Gesamtheit zur Metropolregion Hamburg gehört, auch zum Verbundgebiet des VBN.
2022 wurden 18,1 Millionen Fahrausweise im Wert von 152,8 Mio. Euro an rund 150,6 Mio. Fahrgäste abgesetzt.

## Geschichte
Ab 1988 bestand als Rechtsvorgänger die Verkehrsgemeinschaft Bremen/Niedersachsen, die 1989 ihre ersten von sämtlichen beteiligten Verkehrsunternehmen anerkannten Fahrscheine ausgab.
Um die Funktionen von Besteller und Erbringer von Nah- und Regionalverkehrsleistungen auf unterschiedliche Organisationen zu verteilen, wurde im September 1996 zunächst der Zweckverband Verkehrsverbund Bremen/Niedersachsen (kurz ZVBN) gegründet. Die Aufgabe des Zweckverbandes als Organ der Gebietskörperschaften ist es, den straßengebundenen öffentlichen Personennahverkehr im Gebiet des Verbandes zu planen und zu bestellen.
Der VBN selbst bildete sich einen Monat später als Zusammenschluss der Anbieter von Verkehrsdienstleistungen im Verbundraum. Zu diesem Zeitpunkt wurde ein Verbundtarif eingeführt, der die Benutzung sämtlicher öffentlicher straßen- und schienengebundener Verkehrsmittel mit einheitlichen Fahrkarten ermöglicht.

## Tarif
Das Fahrkartensortiment umfasst ein Sortiment an Tickets für den Barverkauf und im Vorverkauf erhältliche Zeitkarten. Bartickets werden u. a. einzeln und als Viererkarten ausgegeben. Speziell für Jugendliche unter 21 Jahren gibt es das Jugend-FreizeitTicket, das 23 € pro Monat oder 180 Euro als Jahresticket kostet (Stand Januar 2025) und es erlaubt, im ganzen VBN alle Verkehrsmittel zu nutzen (ausgenommen Fährschiffe). Es gilt an Werktagen erst ab 14 Uhr.
Zur Bestimmung des Fahrpreises ist das Verbundgebiet in Tarifzonen unterteilt, die im Tarifgebietsplan ersichtlich sind. Für jede bei einer Fahrt durchquerte Zone einschließlich der Ausgangszone wird die Bezahlung einer weiteren Preisstufe fällig.
Es existieren acht Preisstufen mit den Bezeichnungen A bis H, wobei A die Fahrt innerhalb einer Tarifzone, G die Fahrt durch sieben Zonen und H die des gesamten Verbundraumes ermöglicht. Besondere Preisstufen gelten für die Stadtgebiete Bremen, Bremerhaven, Delmenhorst, Nordenham, Oldenburg und Verden sowie die unmittelbar an die Stadt Bremen angrenzenden Gemeinden bzw. Gemeindeteile.
Für den Bereich Landkreis Rotenburg außerhalb des VBN gilt der ROW-Tarif.

## Omnibus – Liniennummern
Die systematisch bezeichneten Linien erleichtern die Angebotsplanung und Kundeninformation. Der VBN gliederte das Verbundgebiet in Fahrplangebiete, denen jeweils eine Ziffer von 0 bis 9 zugewiesen wurde, mit denen die Nummern der Verkehrslinien beginnen. Auf diese Weise entstehen dreistellige Liniennummern, wobei führende Nullen im Fahrplangebiet Bremen entfallen.
| Ziffer | Gebiet                                             |
| ------ | -------------------------------------------------- |
| 0      | Stadt Bremen                                       |
| 1      | Landkreis Diepholz, Stadt Syke, Samtgemeinde Hoya  |
| 2      | Delmenhorst, Landkreis Oldenburg                   |
| 3      | Stadt Oldenburg, Landkreis Ammerland               |
| 4      | Landkreis Wesermarsch                              |
| 5      | Bremerhaven, Landkreis Cuxhaven (assoziiert)       |
| 6      | Landkreis Osterholz, Einzellinien Landkreis Vechta |
| 7      | Landkreis Verden                                   |
| 8      | Landkreis Rotenburg (assoziiert)                   |
| 9      | Einzellinien Landkreis Cloppenburg                 |

## Schienenpersonennahverkehr
Im Bereich des Schienenpersonennahverkehrs werden die Linien wie folgt gekennzeichnet: Die Linien der Regio-S-Bahn mit RS, Regionalexpresse und ähnliche schnelle Züge mit RE sowie Regionalbahnen und ähnliche Züge mit RB. Auf der Intercity-Linie 56 werden zwischen Bremen Hbf und Emden bzw. Norddeich (Mole) auch Fahrscheine des Nahverkehrs anerkannt, weshalb dieser Abschnitt zusätzlich auch als RE56 beschriftet wird. 

Streckennetz der Regio-S-Bahn

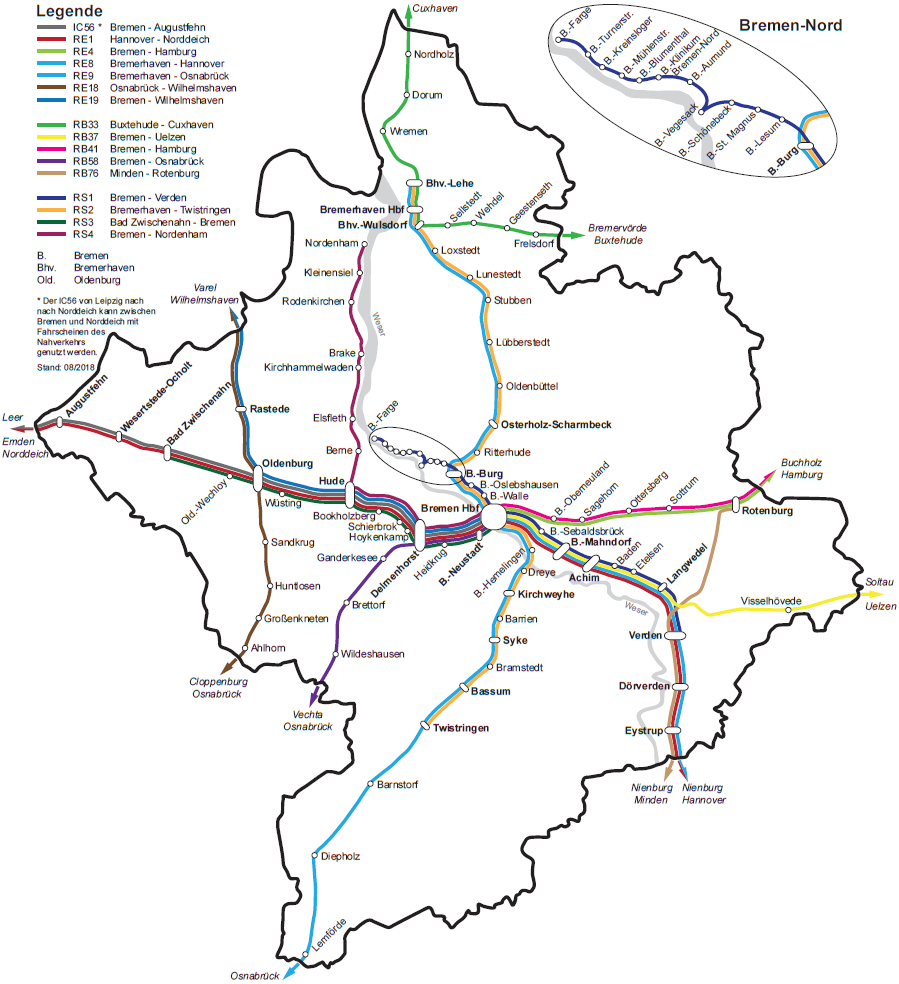
SPNV-Linien im VBN-Gebiet

| Liniennummer       | Linienverlauf | EVU                                |
| ------------------ | --- | ---------------------------------- |
| IC 56/RE 56        | (Norddeich/Mole – Norddeich –) Emden – Leer – Augustfehn – Oldenburg – Hude – Delmenhorst – Bremen – kein Nahverkehr: Verden – Hannover – Magdeburg (– Leipzig Hbf) | DB Fernverkehr                     |
| RS 1               | Verden – Bremen Hbf – Bremen-Vegesack – Bremen-Farge | NWB                                |
| RS 2               | Bremerhaven-Lehe – Bremen – Twistringen | NWB                                |
| RS 3               | Bremen Hbf – Oldenburg (– Bad Zwischenahn) | NWB                                |
| RS 4               | Bremen Hbf – Delmenhorst – Hude – Nordenham | NWB                                |
| RS 6 ehemals RB 76 | Rotenburg (Wümme) – Verden | NWB                                |
| RE 1               | (Norddeich/Mole – Norddeich –) Emden – Leer – Augustfehn – Oldenburg – Hude – Delmenhorst – Bremen – Verden – Eystrup – Hannover                                    | DB Regio                           |
| RE 4               | Bremen Hbf – Rotenburg (Wümme) – Tostedt – Hamburg Hbf | metronom                           |
| RE 8               | Bremerhaven-Lehe – Bremerhaven – Bremen – Verden – Eystrup – Hannover                                                                                               | DB Regio                           |
| RE 9               | Bremerhaven-Lehe – Bremen (– Kirchweyhe – Twistringen – Lemförde – Osnabrück)                                                                                       | DB Regio                           |
| RE 18              | Wilhelmshaven – Rastede – Oldenburg – Ahlhorn – Osnabrück | NWB                                |
| RB 33              | Cuxhaven – Dorum – Bremerhaven Hbf – Frelsdorf – Bremervörde – Buxtehude                                                                                            | EVB                                |
| RB 37              | Bremen Hbf – Achim – Langwedel – Visselhövede – Soltau (– Uelzen)                                                                                                   | Regionalverkehre Start Deutschland |
| RB 41              | Bremen Hbf – Rotenburg (Wümme) – Tostedt – Hamburg Hbf | metronom                           |
| RB 58              | Bremen Hbf – Wildeshausen – Vechta – Osnabrück | NWB                                |
|                    | klein: außerhalb des VBN; eingeklammert: einige Fahrten |                                    |

## Fahrplanbereiche
Folgende Fahrpläne erscheinen jährlich im VBN:
- für die Stadt Bremen gibt es für jede Linie einen Linienfahrplan
- Regiofahrplan (enthält die Regionalbusse – ohne die Stadtbusse – im Landkreis Oldenburg, im Landkreis Osterholz-Scharmbeck, im Landkreis Diepholz, im Stadtgebiet Delmenhorst, im Landkreis Wesermarsch und teilweise im Landkreis Rotenburg (Wümme) sowie im Landkreis Cuxhaven)
- Fahrplanbuch Bremerhaven Stadt & Region, bis Ausgabe 2022[5]
- Fahrplanbuch Oldenburg Stadt & Region
- Fahrplanbuch Delmenhorst Stadt & Region

Zusätzlich gibt es zu jedem Landkreis einen Liniennetzplan.

## Verkehrsunternehmen
Im VBN sind über 30 kommunale und privatwirtschaftliche Verkehrsunternehmen des öffentlichen Schienen- und Straßenverkehrs eng miteinander vernetzt.
- AllerBus, Verden
- Borchers Reisen Omnibusbetrieb GmbH & Co. KG, Twistringen
- Bruns Omnibusverkehr GmbH, Varel
- Bremerhavener Versorgungs- und Verkehrs-GmbH (BVV)
- Bremer Straßenbahn AG (BSAG)
- BUSPUNKT GmbH
- DB Regio AG
- Delbus GmbH & Co. KG
- Delmenhorst-Harpstedter Eisenbahn GmbH (DHE)
- DH-Bus Borchers Rittmeyer GmbH
- Werner Dierks Omnibusbetrieb, Rotenburg (Wümme)
- EVB Eisenbahnen und Verkehrsbetriebe Elbe-Weser GmbH
- Gebken&Gerdes Verkehrs- und Reiseunternehmen GmbH
- Gerdes Reisen, Westerstede
- W. Giese Nachf. Omnibusbetrieb GmbH, Beverstedt
- Hutfilters Reisedienst Hinrich Hutfilter GmbH & co. KG
- KVG Stade GmbH & Co. KG
- Masemann Omnibusverkehr GmbH & Co. KG, Ottersberg
- metronom Eisenbahngesellschaft mbH
- NordWestBahn GmbH (NWB)
- Nienaber Omnibusbetrieb
- sbv janßen GmbH & co. KG
- Regionalverkehre Start Deutschland GmbH
- Autobus Stoss GmbH, Bremervörde
- Verkehrsbetriebe Wesermarsch GmbH (VBW)
- Verkehrsbetriebe Diepholz Nord
- Verkehrsbetriebe Diepholz Süd
- Verkehrsbetriebe Oldenburger Land
- Verkehrsbetriebe Grafschaft Hoya GmbH (VGH)
- Verkehr und Wasser GmbH (VWG)
- Von Ahrentschildt (evb) Omnibusbetrieb GmbH
- Von Rahden Reisedienst GmbH & Co. KG
- Weser-Ems Busverkehr GmbH